# Mée (Mayenne)
Mée település Franciaországban, Mayenne megyében. Lakosainak száma 230 fő (2022. január 1.). Mée Chérancé, Pommerieux, Saint-Quentin-les-Anges és Prée-d’Anjou községekkel határos.

## Népesség
A település népességének változása:
| Lakosok száma | 289  | 213  | 164  | 192  | 211  | 216  | 226  | 235  | 237  | 230  |
|               | 1968 | 1982 | 1990 | 2006 | 2013 | 2015 | 2017 | 2019 | 2020 | 2022 |